# Ksar Akil
Ksar Akil (Ksar 'Akil, ou Ksar Aqil) est un site préhistorique du Paléolithique au Liban, à 10 km au nord-est de Beyrouth. Les restes d'un Homo sapiens surnommé « Egbert » et d'un Homo sapiens archaïque surnommé « Ethelruda » y ont été découverts dans les années 1930-1940, de même que des milliers d'outils en pierre, des coquillages ayant servi de parure, et des os d'animaux brisés. Le fossile humain le plus ancien mis au jour dans ce grand abri sous roche (Ethelruda) a été daté de 42 000 ans avant le présent, en 2013. Ksar Akil est considéré comme un site majeur pour la connaissance de la phase initiale du Paléolithique supérieur au Levant.
Contemporain de sites européens d'Homo sapiens, Ksar Akil permet de retracer une voie empruntée par les Hommes modernes quittant l'Afrique et migrant pour certains d'entre eux en Europe.

## Localisation
Il est situé 10 km de la côte, dans la vallée (Wadi) Antélias, à environ 800 mètres à l'ouest de la source Antélias. L'abri se trouve sous une falaise calcaire abrupte.

## Historique
Son existence a été signalée pour la première fois par Godefroy Zumoffen en 1900 ; A.E. Day l'a étudié en 1926 ; il a fait l'objet de fouilles systématiques par les Américains JG Doherty, et J. Franklin Ewing (université Fordham) en 1937-1938 et de nouveau en 1947-1948, puis par Jacques Tixier en 1969-1975 avant que les recherches ne soient interrompues par la guerre du Liban.
Le site a été sauvé de l'enfouissement sous les machines en 1964 par le Département des Antiquités, mais reste pour l'essentiel méconnaissable à la suite d'opérations d'extraction. Son entrée est obstruée par des tonnes de débris de carrières.

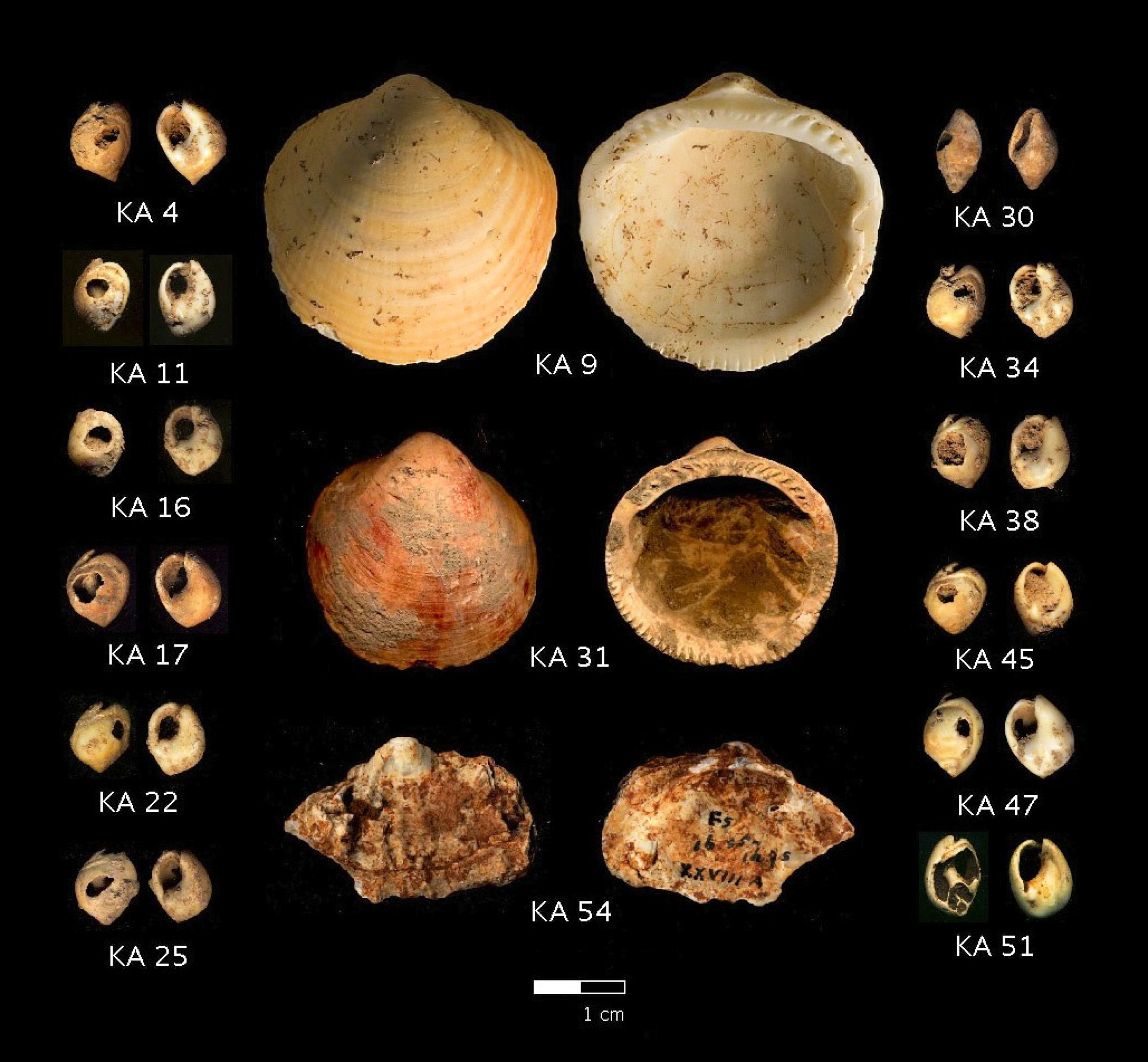
Coquilles d'escargots et de mollusques trouvées à Ksar Akil

## Stratigraphie

### Niveaux et cultures matérielles
La stratigraphie d'une hauteur de 23,6 mètres présente l'une des plus longues séquences d' industries de silex paléolithiques connues au Moyen-Orient.
- Les niveaux XXXII et XXVI sont du Moustérien ; le niveau XXXII a été daté par le carbone 14 de 51 000 ans-49 000 ans avant le présent, le niveau XXVI de 47 000 ans AP[3]. Ces niveaux du Paléolithique moyen sont caractérisés par l'application des méthodes Levallois[3].
- Les niveaux XXV à XX sont de l'Émirien ; ils sont également appelés « transitionnels » ou, selon une autre dénomination, de l'« Initial Upper Palaeolithic »[3]. Les niveaux « transitionnels » sont en général caractérisés par la présence de pièces à chanfrein, de pointes d'Emireh, et d'outils du Paléolithique supérieur (grattoirs, burins)[3].
- Les niveaux XX à XV sont de l'Ahmarien ; l'industrie ahmarienne est dominée par la production de lames[3]. Ksar Akil livre également dans ces niveaux des coquilles percées (probablement utilisées comme pendentifs), qui indiquent les débuts d'une activité artistique[3].
- Les niveaux XIII à V sont de l'Aurignacien du Levant, que caractérise la production d'outils sur éclats (seuls les niveaux VIII à VII, datés de 30 000-29 000 ans AP, sont de manière consensuelle, considérés comme aurignaciens)[3].
- Les niveaux IV à II sont du Kébarien ancien, ou protokébarien[3].
- Le niveau I (à 8 mètres) est du Kébarien classique, avec la présence de la pointe de Kébara[3].

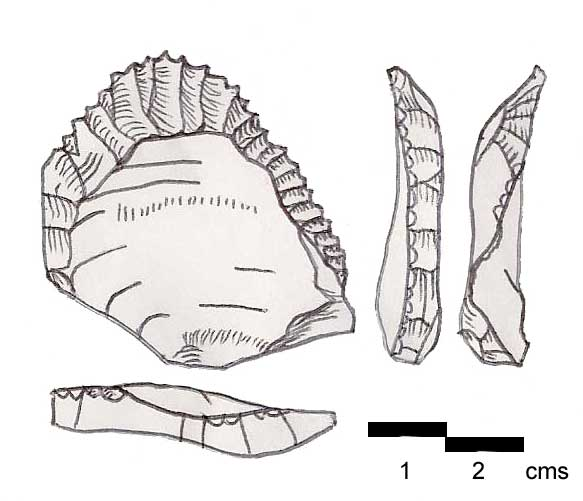
Eclats Levallois de Ksar Akil. Silex jurassique bleu-gris.

La présence d'ornements personnels à Ksar Akil évoque un comportement humain moderne. Ces ornements sont contemporains de parures trouvées sur des sites de la fin de l'âge de pierre comme Enkapune Ya Muto au Kenya,,.

### Une structuration continue du Paléolithique supérieur
Ksar Akil, comme le site préhistorique d’Uçagizli (de), dans l’Hatay en Turquie, témoigne d'une élaboration progressive du Paléolithique supérieur à partir des productions moustériennes indigènes. L'Aurignacien des sites archéologiques européens, qui semble en rupture par rapport aux formes du Paléolithique moyen (au point que l'on a pu parler d'une « révolution du Paléolithique supérieur »), cet Aurignacien occidental pourrait être issu du Paléolithique supérieur proche-oriental.
Certaines productions livrées par le site de la Grotte Mandrin en France, occupée entre 50 000 ans et 42 000 ans avant le présent, ont été rapprochées de celles de Ksar Akil (dans ses couches XXV à XXI). Considérant que ces industries de la vallée du Rhône sont peu comparables à celles du Paléolithique moyen en Europe, Ludovic Slimak suggère qu'elles proviennent du Levant méditerranéen.

## Restes humains

### Ksar Akil 1: «Egbert»
Un squelette complet d'un Homo sapiens juvénile appelé Ksar Akil 1, ou plus communément «Egbert», a été découvert au niveau XVII à 11,6 mètres, en 1938. Egbert était âgé de 7 à 9 ans au moment de son décès ; sa petite taille permet de supposer qu'il s'agit peut-être d'une jeune fille. Le fossile était couvert de rochers empilés et adossés à la paroi de l'abri, ce qui peut indiquer un enterrement délibéré. Un deuxième maxillaire et des fragments de côtes ont été découverts à proximité, ce qui indique qu'un deuxième individu peut également avoir été enterré au même endroit.
Egbert n'est connu que par des descriptions, des photographies et des moulages reconstitués du crâne, exposés aujourd'hui au Musée national de Beyrouth, après avoir été étudiés en Amérique. Ewing avait remis le crâne d'Egbert au Musée national de Beyrouth, on ne sait pas ce qu'il a fait avec le reste du squelette, mais aussi bien le squelette que le crâne ont été perdus par la suite.

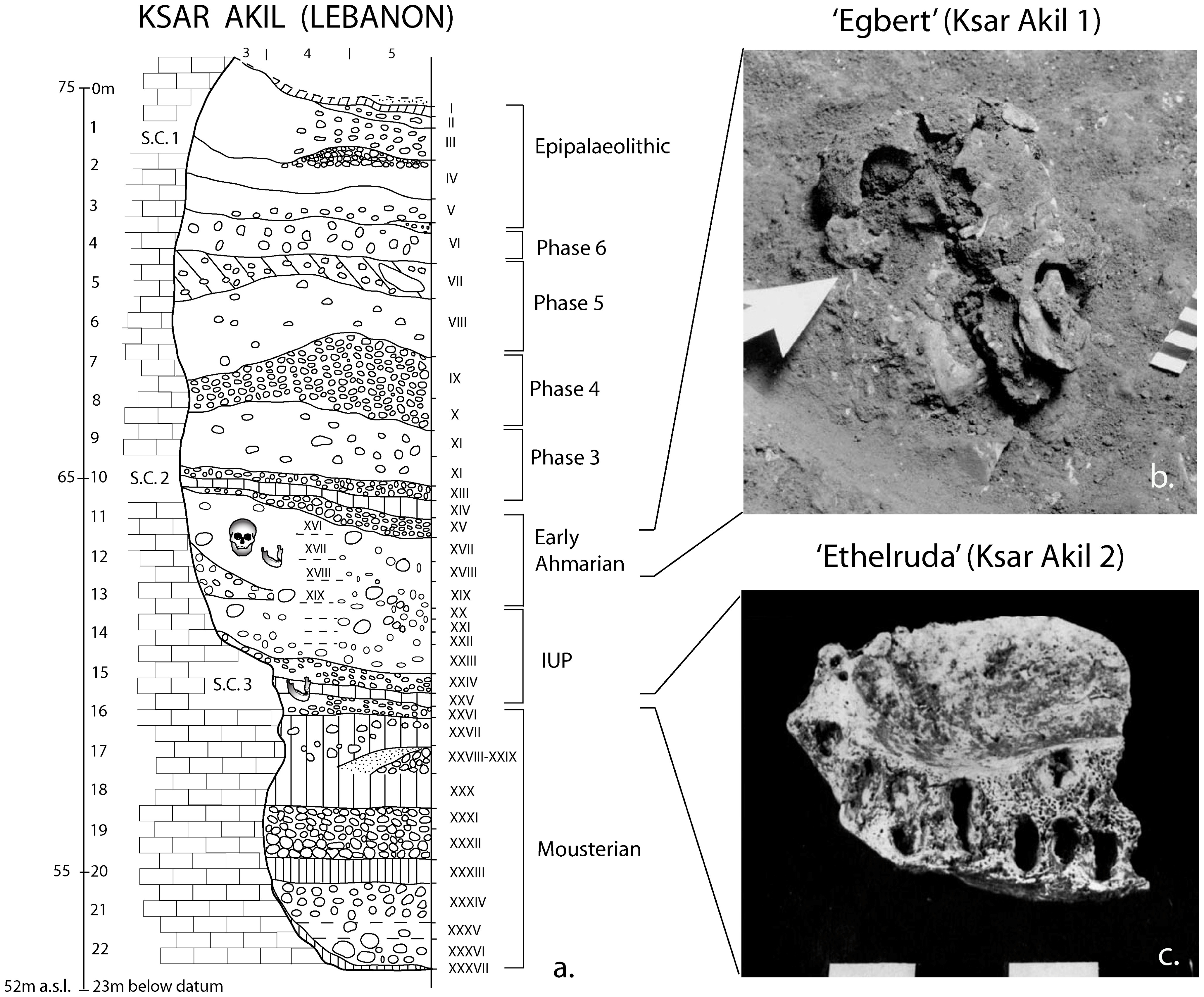
La séquence stratigraphique à Ksar Akil, et les deux fossiles d' Homo sapiens, datés de 40 800 à 39 200 ans AP pour "Egbert" et de 42 400-41 700 BP pour "Ethelruda" (cliquer pour agrandir).

Cependant, le fossile d'Egbert a pu être daté assez précisément parce qu'il était associé à des coquilles. La datation au radiocarbone de 20 coquilles et la modélisation bayésienne donnent un âge compris entre 40 800 à 39 200 ans avant le présent pour Egbert (2013). Une autre datation proposée en 2015, de 43 000 ans AP par M.D.Bosch, a provoqué la même année une controverse,.

### Ksar Akil 2: «Ethelruda»
En 1947, un fragment d'un maxillaire, appelé Ksar Akil 2, ou « Ethelruda », a été découvert dans les niveaux XXVI ou XXV, vers 15 mètres, stratigraphiquement plus profonds que celui d'Egbert. La couche dans laquelle Ksar Akil 2 a été trouvé est du début de l'« Initial Upper Paleolithic » (Paléolithique supérieur initial du Levant). Une pointe Emireh a également été trouvée dans ce niveau.
On a pensé  pendant de nombreuses années qu'Ethelruda était perdue, mais elle avait été transférée dans les entrepôts du Musée national de Beyrouth.
Le maxillaire était à l'origine décrit comme celui d'un individu adulte de sexe féminin « néandertaloïde » sur la base de sa similitude avec les fossiles de Tabun I, Skhul IV et V, Gibraltar et La Chapelle-aux-Saints 1. Cependant, ces ressemblances ont été remises en question depuis. Ainsi, Ksar Akil 2 avait été décrit, en raison de sa petite taille et de ses alvéoles dentaires, comme analogue au maxillaire Skhul V, qui était à l'origine considéré comme un néandertalien, mais considéré aujourd'hui comme un Homo sapiens archaïque. De plus, le plancher nasal est déprimé et le spécimen n'a pas de fosse canine, deux caractéristiques des Néandertaliens. Les éléments permettant de savoir avec certitude si Ethelruda est un Homo sapiens ou un Homme de Néandertal ou un hybride sont actuellement insuffisants.
Le collagène étant mal conservé, la datation du fossile s'est fondée sur une modélisation statistique qui donne un âge compris entre 42 400 à 41 700 ans avant le présent pour Ethelruda (2013). Une autre datation proposée en 2015 de 45 900 ans AP a provoqué la même année une controverse,.
Mis à part 10 dents de la Grotte d'Uçagizli (de) dans le sud de la Turquie, Ksar Akil est le seul site avec des restes d'hominines du début du Paléolithique supérieur et de l' Initial Upper Paleolithic du Levant découverts jusqu'à présent,.

## Restes fauniques
L'animal chassé le plus représenté est le daim dans les niveaux moustériens, ahmariens et aurignaciens. À partir des niveaux ahmariens, les coquilles de mollusques marins et d'eau douce (Phorcus turbinatus notamment) font partie du régime alimentaire des habitants de Ksar Akil. Le daim domine également dans les niveaux épipaléolithiques (kébariens anciens), avec des restes de chèvre sauvage en plus petit nombre.
Des études menées par Hooijer (1965) ont montré que les Capra et les Gazella dama étaient dominants dans la faune avec le rhinocéros de Merck (Stephanorhinus  kirchbergensis) dans les niveaux du Levallois-Moustérien tardif, cependant l'identification de cette dernière espèce reste à confirmer.
Le site se trouvait en lisière de forêt, à proximité d'un point d'eau au Paléolithique moyen ; les données paléoenvironnementales manquent pour le Paléolithique supérieur.

## Une route d'Homo sapiens

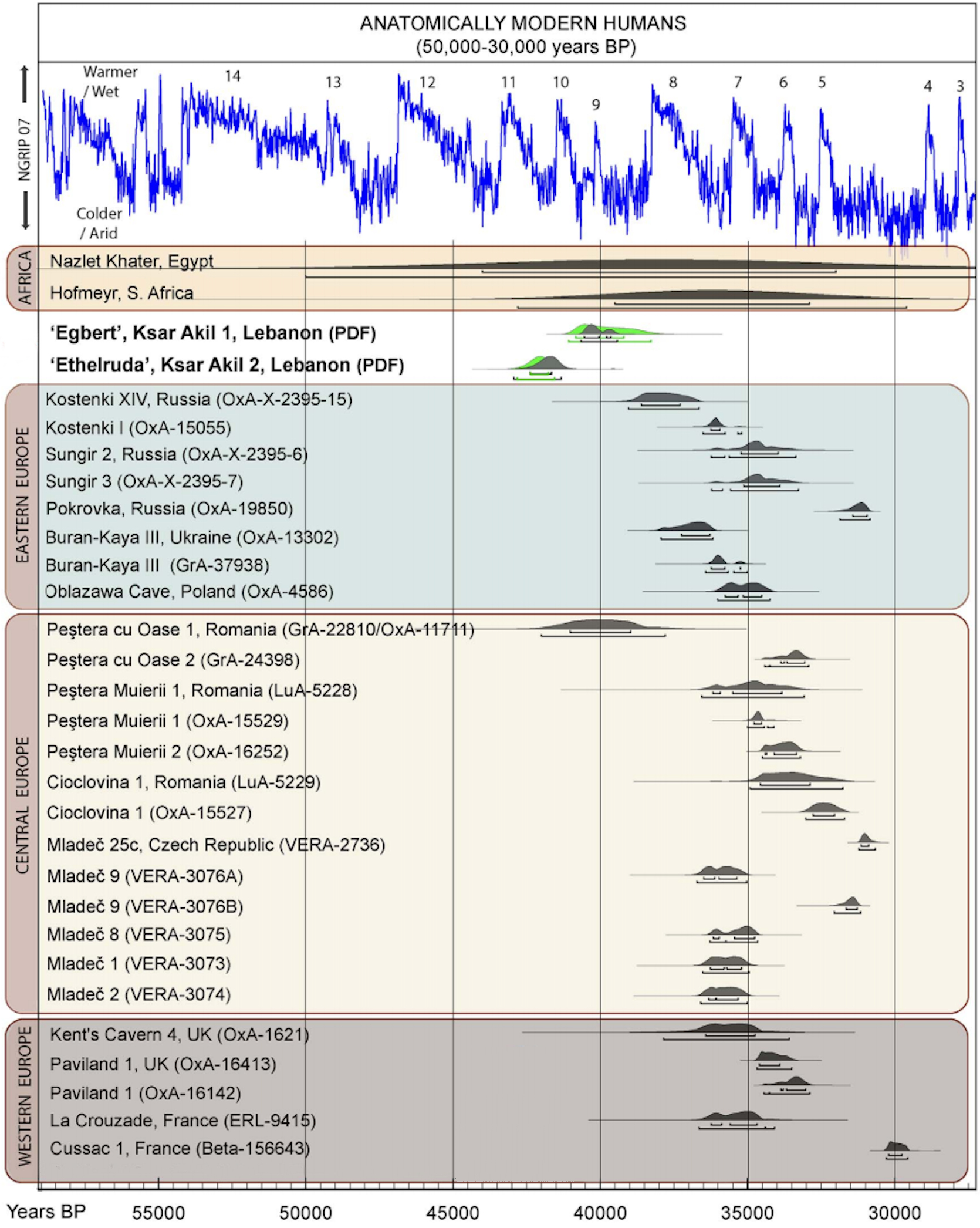
Chronologie des fossiles dHomo sapiens au Levant et en Europe, 50 000 BP-30 000 BP (cliquer pour agrandir)

Le site de Ksar Akil au Liban indique que le Moyen-Orient est une route de sortie d'Afrique empruntée par les populations d'Homo sapiens, dont certaines ont migré vers le continent européen : vers 42 000 ans avant le présent, en effet, plusieurs sites attestent la présence des Hommes modernes en Europe, comme la grotte de Kent en Angleterre, ou la grotte du Cheval en Italie. « Les fossiles humains de Ksar Akil semblent être d'un âge similaire aux fossiles des gisements européens », écrit Keterina Douka, « il est possible que la région du Proche-Orient ne soit pas le seul point de passage de l'Homme moderne se dirigeant vers l'Europe ; les Homo sapiens peuvent également avoir emprunté des routes alternatives » — une route maritime à travers la Méditerranée, ou une route terrestre en Asie centrale, mais pour ces deux hypothèses les preuves archéologiques font actuellement défaut.